# Thomas Mitchell
Thomas Mitchell (Elizabeth (Nova Jersey), 11 de julho de 1892 – Beverly Hills, 17 de dezembro de 1962) foi um premiado ator e roteirista estadunidense.
Mais conhecido por ter interpretado Gerald O'Hara, o pai da heroína sulista Scarlett O'Hara (que foi interpretada pela atriz inglesa Vivien Leigh) no filme … E o vento levou (1939) foi um dos mais versáteis e prolíficos artistas da época, e um dos poucos premiados com um Oscar, um Emmy e um Tony. O seu grande ano foi o de 1939, onde além de … E o Vento levou, atuou também em Mr. Smith Goes to Washington (A mulher faz o homem), de Frank Capra, Stagecoach (No tempo das diligências), filme pelo qual recebeu o Óscar da Academia para Melhor Ator (coadjuvante/secundário), entre outros.

## Filmografia
- Six Cylinder Love (1923) (filme de estreia)
- Craig's Wife (1936)
- Theodora Goes Wild (1936)
- When You're in Love (1937)
- Lost Horizon (1937)
- Make Way for Tomorrow (1937)
- The Hurricane (1937)
- Trade Winds (1938)
- Stagecoach (1939)
- Only Angels Have Wings (1939)
- Mr. Smith Goes to Washington (1939)
- Gone with the Wind (1939)
- The Hunchback of Notre Dame (1939)
- Swiss Family Robinson (1940)
- Our Town (1940)
- Angels Over Broadway (1940)
- The Long Voyage Home (1940)
- Three Cheers for the Irish (1940)
- Out of the Fog (1941)
- The Devil and Daniel Webster (1941)
- Joan of Paris (1942)
- Moontide (1942)
- This Above All (1942)
- Tales of Manhattan (1942)
- The Black Swan (1942)
- Immortal Sergeant (1943)
- The Outlaw (1943)
- Bataan (1943)
- Flesh and Fantasy (1943)
- The Fighting Sullivans (1944)
- Buffalo Bill (1944)
- Wilson (1944)
- Dark Waters (1944)
- The Keys of the Kingdom (1944)
- The Dark Mirror (1946)
- It's a Wonderful Life (1946)
- The Romance of Rosy Ridge (1947)
- Alias Nick Beal (1949)
- The Big Wheel (1949)
- High Noon (1952)
- Destry (1954)
- Secret of the Incas (1954)
- While the City Sleeps (1956)
- Pocketful of Miracles (1961)